# Cultures urbaines
 (février 2009).
Si vous disposez d'ouvrages ou d'articles de référence ou si vous connaissez des sites web de qualité traitant du thème abordé ici, merci de compléter l'article en donnant les références utiles à sa vérifiabilité et en les liant à la section « Notes et références ».
 (septembre 2016).

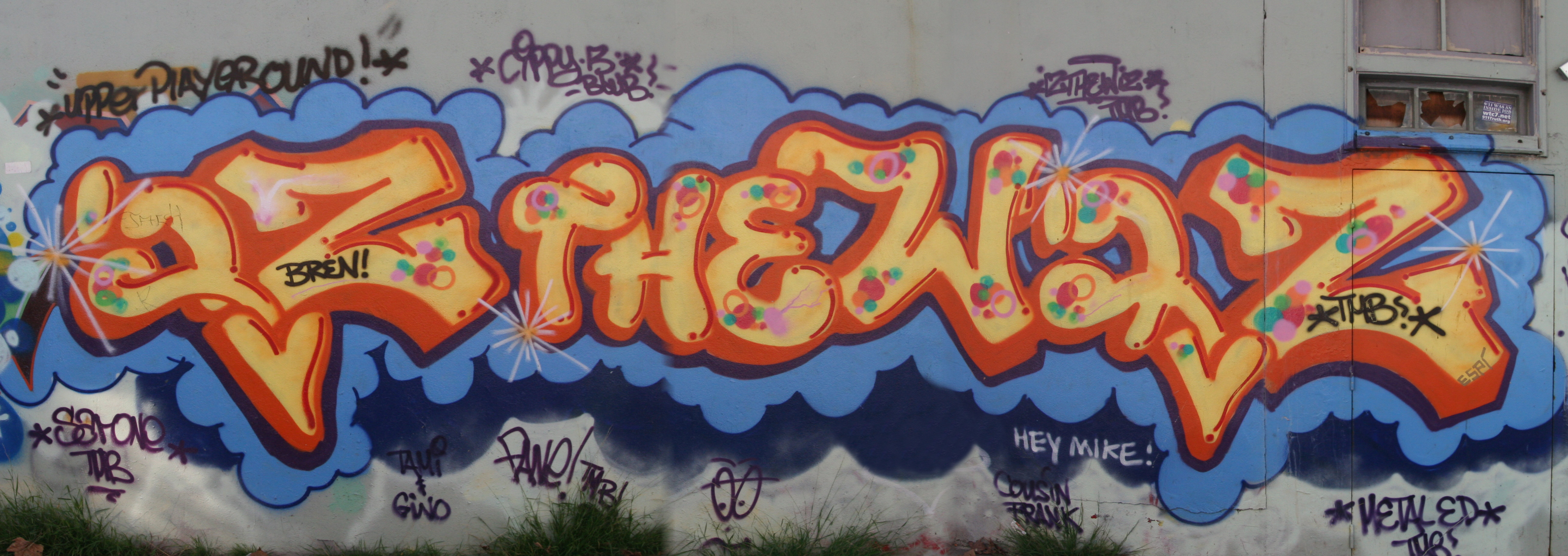
Un mur peint par Iz the Wiz, un pionnier du graffiti à New York

La locution cultures urbaines, généralement employée au pluriel, recouvre l'ensemble des pratiques culturelles, artistiques et sportives issues de l'espace urbain.

## Disciplines
Les disciplines sont variées : danses, genres musicaux, graffiti, sports de rue, urban photo. Certaines de ces pratiques sont parfois pratiquées illégalement comme le graffiti.

### Arts urbains
- Graffiti
- Rap
- Slam
- Hip-hop et Culture du hip-hop
- Human beatbox
- Danses urbaines (breakdance, danse debout, danse électro, etc.)
- Installation
- Photographie (Jérôme Demuth, JR, etc.)
- Vidéo (Kourtrajmé)
- Architecture
- Mode
- Design
- Urbanisme

### Sports urbains
- Parkour
- Échasses urbaines
- Jongle de rue
- Roller
- Skateboard
- BMX
- Monocycle street
- Basket de rue
- Foot de rue
- Golf de rue
- Double dutch
- Freestyle
- Street Snowboarding
- Street Surfing
- Urbanball
- Quick Soccer
- Street Fishing

## Les cultures urbaines en France

### France
Elles sont apparues au début des années 1980 avec l'arrivée du hip-hop de par l'implication des centres sociaux qui œuvraient beaucoup pour la création de loisirs en direction des jeunes habitants de cités. Les politiques se sont approprié les « cultures urbaines » par le Contrat de ville souvent décrié par les associations; le montage financer pour l’obtention des subventions étant fastidieux. En région Île-de-France, les cultures urbaines sont fortement présentes dans les banlieues.

#### Fédération
En 1999, la Fédération Nationale des Cultures Urbaines est créée pour contribuer à la promotion des nouvelles cultures émergentes et définir des solutions au développement de ses différents projets, en réalisant un travail collectif, fondé sur le partenariat avec les ministères et institutions publiques, privées ou non ; diffuser les nouvelles formes d’expression apparues dans les années récentes. La Fédération travaille en autonomie et son administration est gérée uniquement par les acteurs de terrain qui s'organisent sous l'égide d'une fédération régionale. Elle disparaît en 2009 pour faire place à l'Observatoire National des Cultures Urbaines (ONCU).

#### Les cultures urbaines et la vie politique
En 1999, le dialogue est très ouvert avec Catherine Trautmann, ministre de la Culture et de la Communication du gouvernement Lionel Jospin, mais se dégrade fortement avec ses successeurs jusqu'à l'arrivée de Renaud Donnedieu de Vabres au ministère dans le gouvernement Jean-Pierre Raffarin (3).
L’arrivée au palais de l'Élysée de Nicolas Sarkozy et de Christine Albanel au ministère de la Culture dans le Premier gouvernement Fillon (et reconduit dans le second), le nouveau ministère de la Culture réfléchit à une déclinaison discipline par discipline depuis la rédaction d’un rapport faisant un état des lieux de cette culture présente en France depuis vingt ans. Une ambition nouvelle s’ouvre pour une définition concrète des différentes disciplines que constituent les cultures urbaines.
En juin 2009, la création de la Ligue Française des Sports Urbains Sports urbains (LFSU) vient s’inscrire dans une politique ministérielle d’encouragement à la pratique sportive et plus particulièrement à la reconnaissance, du développement, de l’accompagnement et de l’encadrement des Sports Urbains et des nouveaux sports apparus dans les années récentes, à venir, et qui doit aboutir à favoriser la lisibilité et la valorisation de ses sports et de leurs pratiquants.
Cette mobilisation fait suite à plusieurs rencontres orchestrées auprès du cabinet ministériel de Bernard Laporte, ancien secrétaire d'État aux Sports ; le projet étant repris en main par Rama Yade mais se fera absente du projet toulousain.

#### Observatoire National
En juillet 2009, est créé l'Observatoire National des Cultures Urbaines (ONCU) pour construire l'avenir professionnel des jeunes, créer un label qualité "Cultures Urbaines" pour identifier les structures respectant la Charte Cultures Urbaines, soutenir les projets et les idées des acteurs des Cultures Urbaines, promouvoir le Musée Académique des Cultures Urbaines.
Il s’agit d’un organisme national indépendant loi de 1901 qui sera créé pour accompagner la reconnaissance institutionnelle des pratiques constituant les Cultures Urbaines, ainsi que leurs valorisation et la professionnalisation des différentes filières constituantes du mouvement culturel existant en France depuis les années 1980. Mais aussi continuer à la réflexion sur le développement et l’aménagement des cultures urbaines sur le territoire, en continuant à mobiliser les acteurs de terrain qui animent les cultures urbaines, de formaliser les pratiques artistiques à travers des missions de formation, d’études, de conseil et d’information.
Ce projet est finalement abandonné en 2012.

#### Syndicalisation
À partir des articles L.411-1 et 2 du code du travail, le syndicat peut être défini comme une organisation permanente groupant, sur la base du volontariat des personnes exerçant une activité professionnelle identique, similaire ou connexe. Le syndicat a pour objet l'étude et la défense des droits et des intérêts matériels et moraux, tant individuels que collectifs de la profession des Cultures Urbaines. Un comité de préfiguration est en cours de création, il rassemble en priorité les anciens qui ont fait les Cultures Urbaines d'aujourd'hui. En octobre 2009, des consultations sont organisées auprès des acteurs et organismes pour préparer la préfiguration du syndicat.
En janvier 2013 est créé le SNACU - Syndicat national des acteurs de la culture urbaine.

## Les Festivals
- Festival Hip Hop Games ( Lille )
- L'Urban Art Jungle Festival (par Superposition)
- Festival Métamorphe : festival urbain engagé (par Superposition)
- Grenoble Street Art Fest
- URBX Festival à Roubaix (anciennement #XU)
- Les festivals de danses urbaines
- Les festivals "Cultures Urbaines" (arts et sports urbains)
- Les festivals "Hip-hop" (essentiellement graff, danses urbaines, rap)
- Les Battles français
- Les festivals Hip Cirq Hop (Cirque et arts urbains)
- Les Escales urbaines
- Le Springtime Delights Festival
- Les Belles Bretelles
- Les Turbulentes
- Les Vibrations Urbaines (Pessac)